# Nur der Tod währt ewig
Nur der Tod währt ewig ist der zwölfte James-Bond-Roman, der nicht von Ian Fleming geschrieben wurde. Nach Flemings Tod 1964 wurden andere Autoren von der Ian Fleming Publications Limited beauftragt, die James-Bond-Romanreihe fortzuführen. Der Roman wurde am 6. März 2023 in deutscher Erstveröffentlichung vom Cross Cult Verlag publiziert.

## Handlung
In Frankfurt wird ein erfahrener Spion mit dem Codenamen Vanya getötet. Eine Woche später wird eine weitere Spionin (Codename Eagle) in Berlin getötet, beides geschieht auf eine Weise, die an alte Attentate erinnert. Beide waren auch Teil eines inzwischen nicht mehr existierenden Spionagenetzwerks, der Kabale. Bond geht zusammen mit der amerikanischen Schreibtischagentin Elizabeth Zara St. John, M und Bill Tanner durch die letzten Tage von Vanya und Eagle, um zu verstehen, wie sie aufgespürt werden konnten.
Um herauszufinden, ob eines der verbleibenden Mitglieder der Kabale Verräter ist, müssen Bond und Easy in die Rollen von Vanya und Eagle schlüpfen und nach Berlin reisen. Im Schatten plant der Bösewicht Wolfgang Wiesen die Wiedereinführung des Kommunismus von Josef Stalin.
Bond entdeckt bald, dass er verfolgt wird, wird aber unterbrochen, als Easy von einem der wenigen verbliebenen Kabalenmitglieder, Oscar Vomburg, überrascht wird. Es gelingt, ihn davon zu überzeugen, dass sie harmlos sind und dass er sie mit Praxi Simeon, dem Koordinator der Kabale, in Kontakt bringen muss. Während Vomburg versucht, Simeon zu erwischen, gelingt es Bond und Easy, einen Imbiss zu meiden, der voller "Fiddleback"-Spinnen ist.
Kurz darauf wird Vomburg tot aufgefunden und das nächste Kabalenmitglied, Harry Spraker, nimmt Kontakt auf. Sie fahren mit dem Ost-West-Express in Richtung Paris. Nachdem es ihm gelungen ist, sich im Zug von zwei von Wiesens Männern zu befreien, beschließt Bond, dass er Spraker nicht traut, und sie trennen sich am Pariser Bahnhof. Bond beschattet Spraker und sieht, wie er einen unbekannten Mann trifft, wird aber von zwei französischen Agenten gefangen genommen, die keine ausländischen Agenten auf ihrem Boden haben wollen. Er wird unter der Bedingung freigelassen, dass er das Land verlässt und direkt zu Simeon geht, wo auch der echte Spraker gefunden wird.
Simeon, Spraker und ein drittes Mitglied der Kabale, Bruin, wissen, dass sich einer von Wiesens Stützpunkten in Venedig befindet und dass er den Kabalen Rache geschworen hat. Sie fahren separat dorthin. Bond trifft dann ein weiteres Kabalenmitglied, Gus Wimper, mit dem er ein vorübergehendes Bündnis eingeht, als Easy, Simeon, Spraker und Bruin von Wiesens Männern gefangen genommen werden. Bond und Wimper versuchen, die vier zu befreien, werden aber selbst gefangen genommen, woraufhin Bond zu Wiesen gebracht und verhört wird.
Danach wird er in eine Zelle im Keller gebracht, wo die gesamte Bande getötet werden soll, bevor Wiesen und seine Männer aufbrechen um ihren großen Plan auszuführen. Bond gelingt es, sie zu befreien und Wiesen gefangen zu nehmen, allerdings wird dabei Easy getötet. Sie bringen Wiesen in Richtung Calais, wo sein Plan stattfinden soll, aber weitere Schergen greifen sie an und entführen den sedierten Wiesen, wobei nur Bond und Simeon überleben.
Bond erkennt, dass es sich bei dem Plan um einen Anschlag im noch nicht fertiggestellten Eurotunnel zwischen Frankreich und Großbritannien handelt, in dem sich die zwölf Premierminister der EU zur Premiere des Eurostar treffen werden. Mit Hilfe französischer GIGN-Soldaten gelingt es Bond, den Plan, den Zug in die Luft zu sprengen und die Würdenträger zu töten, zu vereiteln und so ein politisches Vakuum zu verhindern.
Zu Hause angekommen wird Bond von Wiesens Frau angegriffen, kann aber nach einem ausgeglichenen Messerkampf entkommen.

## Ausgaben
Der Roman Death is forever erschien bereits 1992 in Großbritannien von dem Autor John Gardner. In Deutschland wurde der Roman erst im März 2023 in Erstveröffentlichung vom Cross Cult Verlag publiziert. Wie bereits 2017 bei dem Roman Der Mann von Barbarossa wurde er nicht zuvor beim Heyne Verlag veröffentlicht.
Im Dezember 2022 verkündete Cross Cult mit dem Roman: Der Mann von Barbarossa die James-Bond-Serie bei dem Verlag zu beenden und die noch ausstehenden Romane nicht zu übersetzten. Im März 2023 folgte dann mit dem Roman Nur der Tod währt ewig die Kehrtwende und der Verlag entschloss sich dazu, die noch ausstehenden John Gardner James-Bond-Romane nun doch in Deutschland in einer Erstveröffentlichung zu publizieren. Das sei nur Fan-Service, so der Verlag. Das bisherige Übersetzter-Duo Anika Klüver und Stephanie Pannen haben sich inzwischen anderen Projekten gewidmet. Die Übersetzung der neueren Bücher übernimmt Johannes Neubert.